# Mohamed Mounib
Mohamed Mounib (en amazigh: ⵎⵓⵃⵎⵎⴰⴷ ⵎⵓⵏⵉⴱ, en arabe : محمد منيب) (Agadir, 9 octobre 1934 - Agadir, 3 décembre 2017) est un écrivain et militant du mouvement amazigh au Maroc. Il est principalement connu pour son livre Le Dahir berbère : le plus grand mensonge politique du Maroc contemporain, l'un des points les plus controversés du Protectorat français au Maroc. Dans son ouvrage, Mounib démentit la version officielle  qui prétend que le-dit Dahir voulait séparer entre Arabes et Berbères.

## Biographie
Mohamed Mounib travaille comme fonctionnaire dans des administrations publiques. Membre fondateur du Congrès mondial amazigh (CMA) en 1995, il est très actif sur le plan associatif et culturel amazigh au Maroc. Il publie plusieurs études et articles de recherches relatifs aux revendications identitaires et culturelles amazighes.
Durant les années 90, il est le rédacteur en chef du journal «TIDMI», où il réalise un entretien sur le Dahir berbère. Cet entretien journalistique sera ensuite développé pour devenir  "Le Dahir berbère: le plus grand mensonge politique du Maroc contemporain", le chef-d'œuvre de Mohamed Mounib paru en 2002.
Il meurt dans sa ville natale, le 3 décembre 2017 à l'âge de 83 ans.